# Sofija Jovanović
Sofija Jovanović (Софија Јовановић), srbska vojna herojinja, * 1895, † 1979.

## Življenjepis
Sofija Jovanović se je rodila mesarju iz Dorćola. Po aneksijski krizi se je pridružila novoustanovljeni Narodni Odbrani, ki je v Beogradu novačila in opremljala prostovoljce ter ustanavljala četniške enote za prihajajočo osvobodilno vojno. Med balkanskimi vojnami se je tako Sofija borila skupaj z moškimi v več enotah, sprva pod moškim imenom Sofronije Jovanović. Takoj po začetku prve svetovne vojne in avstrijskem napadu na Srbijo je bila njena enota stacionirana v Beogradu. Julija 1914 je bila poveljnica sremskega oddelka prostovoljcev, s katerim je prečkala reko Savo, da bi presekala telefonske povezave z Zemunom in opravila izvidniške naloge. Oktobra 1915 se nato udeležila obrambe Beograda pred vojskama Nemčije in Avstro-ogrske, kasneje pa je sodelovala tudi v bitki na Drini in Kolubari. S srbsko vojsko se je pozimi 1915-16 umaknila preko Albanije v Grčijo, tam pa se je udeležila preboja Solunske fronte. S srbsko vojsko je nato nadaljevala pot proti Beogradu, ki so ga srbske enote osvobodile novembra 1918.
Francoski poročevalci so jo poimenovali La Jeanne d'Arc Serbe (srbska Ivana Orleanska). V vojni je bila ranjena v nogo, zaradi česar je izgubila del stopala. Za pogum je prejela 13 odlikovanj.